# Spartina
Spartina é um género botânico pertencente à família Poaceae.
O género foi descrito por Johann Christian Daniel von Schreber e publicado em Flora italiana, ossia descrizione delle piante ... 1: 366. 1848. A espécie-tipo é Spartina cynosuroides
Tem um número de cromossomas de: x = 7 e 10. 2n = 28, 40, 42, 60, 62, 84, 120, 122, e 124. 3, 4, 6, 8, e 12 ploidias.
Trata-se de um género reconhecido pelo sistema de classificação filogenética Angiosperm Phylogeny Website.

## Espécies
| - Spartina alterniflora - Spartina anglica - Spartina argentinensis - Spartina arundinacea - Spartina bahiensis - Spartina bakeri - Spartina brasiliensis - Spartina caespitosa - Spartina capensis - Spartina ciliata - Spartina coarctata - Spartina cynosuroides - Spartina densiflora - Spartina dissitiflora - Spartina duriaei - Spartina fasciculata - Spartina foliosa | - Spartina geniculata - Spartina glabra - Spartina glabriuscula - Spartina gouini - Spartina gracilis - Spartina humilis - Spartina hybrida - Spartina intermedia - Spartina juncea - Spartina junciformis - Spartina laevigata - Spartina leiantha - Spartina longispica - Spartina maritima - Spartina michauxiana - Spartina michauxii - Spartina montevidensis | - Spartina neyrauti - Spartina patagonica - Spartina patens - Spartina pectinata - Spartina phleoides - Spartina pittieri - Spartina platensis - Spartina polystachya - Spartina pubera - Spartina pumila - Spartina pungens - Spartina schreberi - Spartina spartinae - Spartina stricta - Spartina townsendii - Spartina versicolor |

## Sinónimos
- Chauvinia Steud.
- Limnetis Rich.
- Ponceletia Thours
- Psammophila Schult.
- Solenachne Steud.
- Trachynotia Michaux
- Tristania Poir.[1]